# Záskalí (přírodní rezervace)
Záskalí je přírodní rezervace v lokalitě Kostelany v okrese Kroměříž. Leží uvnitř přírodního parku Chřiby. Důvodem ochrany jsou svěží a obohacené dubové bučiny s výskytem ohroženého druhu kruštíku modrofialového (Epipactis purpurata).